# Старинные часы
«Старинные часы» — песня Раймонда Паулса на стихи Ильи Резника из репертуара Аллы Пугачёвой. Появилась в репертуаре певицы в 1981 году. Впервые песня прозвучала в программе «У нас в гостях Маэстро» в декабре 1981 года на творческом вечере композитора. В то же время состоялись съёмки телевизионной передачи «Новогодний аттракцион 1982», премьера которой состоялась 1 января 1982 года. Песня стала коронным номером популярной исполнительницы песен.

## История создания
Песня получилась только после нескольких попыток. Илья Резник находился в гостях у Раймонда Паулса в Риге. Паулс исполнял на рояле свои композиции, и одна из мелодий заинтересовала Резника своей трепетностью и сердечностью. Вернувшись в гостиницу, Резник сочинил для песни стихи о море. Слова для новой песни о море Паулс одобрил, но поэт решил попробовать написать ещё один вариант, который он в конце концов также счёл неудачным. Финальная версия песни под названием «Старинные часы» появилась благодаря зазвеневшим напольным часам в прихожей у Паулса и написана белым стихом. Авторы единодушно решили показать своё творение Алле Пугачёвой. Пугачёва внесла свои изменения в текст второго куплета.
Песня вошла в состав списка композиций первого номерного студийного альбома Аллы Пугачёвой «Миллион роз»
Позднее между Ильёй Резником и Аллой Пугачёвой случился разлад и тогда поэт передал авторские права на исполнение песни Светлане Сургановой.

## Исполнение песни
Отмечается, что исполнение песни Аллой Пугачёвой содержит следующую фонетическую особенность: слово «часы» произносится как «ч[а]сы», а не «ч[иэ]сы».
- 1981 год: — «Новогодний аттракцион 81/82»
- 1982 год: — «Песня-82»[6]
- 1983 год:

— съёмка на шведском телевидении в программе Nojesmaskinen
— концерт в рамках XIX фестиваля советской песни в г. Зелёна-Гура (Польша)
- 2000 год: — Сольный концерт в Витебске (Телеканал «Россия») live
- 2002 год:

— Творческие вечера Раймонда Паулса в Москве и в Санкт-Петербурге (live)
— Сольные концерты 2002 live
- 2008 год: — Юбилейные вернисажи Ильи Резника в Москве, Киеве, Ростове-на-Дону, Краснодаре, Санкт-Петербурге
- 2009 год: — Концерт в Баку (5 сентября, не «Сны о любви»)

## Другие исполнители песни
- Песню исполняют советские женщины в кузове грузовика по дороге в духан в фильме «Афганский излом» (1991).
- Имантс Скрастиньш (первоначальная латышская версия песни — Es mīlu tevi tā («Я люблю тебя так…»), автор слов В. Белшевица; вошла в грампластинки Sapņu pīpe и «Микрофон-81»).
- Соня Бишоп, Финляндия (CD Sings Raimond Pauls (2005), англ. язык Ticking from My Clock, англ. текст Молли-Энн Лейкин).
- группа «ВИА ГРА» («Новая волна-2006». Творческий вечер Р. Паулса).
- Сурганова и оркестр.
- Таисия Повалий (концерт «Два маэстро. Возвращение легенды — Раймонд Паулс и Илья Резник», 2010).
- «Братья Грим» («Песни для Аллы», 2010).
- Ярослава Дегтярёва, Инга Оболдина в фильме «Жги!» (2017). Т. Ф. Шак[8] отмечает, что песня является элементом развития конфликта в фильме.